# Lewis Lochée
Lewis Lochée  fue un militar y escritor del siglo XVIII, fallecido en 1791.

## Biografía
Lewis fue teniente-coronel de la "Legión Bélgica" y antiguo comandante y custodio de la Academia Militar de Pequeña Chelsea, establecida por él dicha Academia por 1770, donde fueron educados distinguidos soldados, donde fue educado también su hijo, falleciendo en Lille en 1791 con el  grado de coronel.
Como escritor, publicó numerosas obras de educación militar, fortificación, castramentación, matemáticas aplicadas a la milicia, de la revolución de Bélgica y otras.

## Obras
- Elements of field fortification, London, 1783.
- Elements of fortification, London: T. Cadell, 1780.
- An essay of castramentation, London: T.Cadell, 1778.
- An essay on military education, London: T. Cadell, 1776.
- Histoire de la derniere révolution Belgique, Lille: J. Roelenbosch, 1791.
- Observations sur la Révolution Belgique, et réflexions sur un certain imprimé adressé au Peuple Belgique, qui sert de justification au Baron de Schoenfeldt, etc, 1791.
- Otras